# 1992 JN4
1992 JN4 är en asteroid i huvudbältet som upptäcktes den 2 maj 1992 av de båda japanska astronomerna Seiji Ueda och Hiroshi Kaneda i Kushiro.
Asteroiden har en diameter på ungefär 7 kilometer och den tillhör asteroidgruppen Maria.